# Championnat du Luxembourg de football 1932-1933
Navigation
Saison précédente Saison suivante
La saison 1932-1933 du Championnat du Luxembourg de football était la 23e édition du championnat de première division au Luxembourg. Huit clubs sont regroupés au sein d'une poule unique où ils se rencontrent deux fois, à domicile et à l'extérieur. En fin de saison, le dernier du classement est relégué et remplacé par le champion de Promotion d'Honneur, la deuxième division luxembourgeoise.
C'est le club des Red Boys Differdange, double tenant du titre, qui remporte à nouveau le championnat en terminant invaincu en tête du classement final, avec 11 points d'avance sur le CA Spora Luxembourg et 12 sur le Progrès Niedercorn. C'est le 4e titre de champion du Luxembourg du club, qui réussit donc un parcours en championnat presque parfait puisque seul le National Schifflange arrive à décrocher le match nul (1-1) chez lui face au champion.

## Les 8 clubs participants
| - CA Spora Luxembourg - Red Black Pfaffenthal - Promu de Promotion d'Honneur - Red Boys Differdange - The National Schifflange - Fola Esch - Progrès Niedercorn - Union Luxembourg - US Dudelange |

## Compétition

### Classement
Le barème utilisé pour établir le classement est le suivant :
- Victoire : 2 points
- Match nul : 1 point
- Défaite, forfait ou abandon : 0 point

| Rang | Équipe                    | Pts | J  | G  | N | P  | Bp | Bc | Diff |  | Résultats (▼ dom., ► ext.) | Dif | Spo | Nie | Fol | Uni | Sch | Dud  | Pfa |
| ---- | ------------------------- | --- | -- | -- | - | -- | -- | -- | ---- |  | -------------------------- | --- | --- | --- | --- | --- | --- | ---- | --- |
| 1    | Red Boys Differdange (T)  | 27  | 14 | 13 | 1 | 0  | 61 | 8  | +53  |  | Red Boys Differdange (T)   |     | 3-1 | 1-0 | 2-0 | 4-0 | 3-1 | 12-0 | 6-1 |
| 2    | CA Spora Luxembourg       | 16  | 14 | 7  | 2 | 5  | 37 | 34 | +3   |  | CA Spora Luxembourg        | 0-9 |     | 1-3 | 2-0 | 7-3 | 3-3 | 2-2  | 7-1 |
| 3    | Progrès Niedercorn (C)    | 15  | 14 | 7  | 1 | 6  | 20 | 23 | -3   |  | Progrès Niedercorn (C)     | 0-2 | 1-5 |     | 0-1 | 5-0 | 1-0 | 0-0  | 2-1 |
| 4    | National Schifflange      | 13  | 14 | 5  | 3 | 6  | 23 | 19 | +4   |  | National Schifflange       | 1-1 | 1-2 | 6-0 |     | 1-2 | 5-2 | 2-3  | 3-1 |
| 5    | CS Fola Esch              | 13  | 14 | 6  | 1 | 7  | 24 | 36 | -12  |  | CS Fola Esch               | 2-7 | 1-3 | 4-0 | 1-1 |     | 3-1 | 2-0  | 2-0 |
| 6    | Union Luxembourg          | 12  | 14 | 5  | 2 | 7  | 28 | 27 | +1   |  | Union Luxembourg           | 1-3 | 5-2 | 2-3 | 2-0 | 4-0 |     | 3-1  | 0-0 |
| 7    | US Dudelange              | 11  | 14 | 4  | 3 | 7  | 18 | 37 | -19  |  | US Dudelange               | 1-4 | 2-0 | 0-2 | 0-1 | 3-1 | 3-2 |      | 1-1 |
| 8    | Red Black Pfaffenthal (P) | 5   | 14 | 1  | 3 | 10 | 11 | 38 | -27  |  | Red Black Pfaffenthal (P)  | 0-4 | 0-2 | 0-3 | 1-1 | 0-3 | 0-2 | 5-2  |     |

## Bilan de la saison
| Championnat du Luxembourg de football 1932-1933 |                                 |
| Champion                                        | Red Boys Differdange (5e titre) |
| Coupes et trophées                              |                                 |
| Vainqueur de la Coupe du Luxembourg 1932-1933   | Progrès Niedercorn              |
| Promotions et relégations                       |                                 |
| Promus en Division d'Honneur                    | Jeunesse d'Esch                 |
| Relégués en Promotion d'Honneur                 | Red Black Pfaffenthal           |